# Rial omanais
Le rial omanais est la monnaie officielle du sultanat d'Oman, code ISO 4217 OMR, depuis 1970. Un rial se divise en 1 000 baisas.
Il a un taux de parité fixe avec le dollar américain : un rial vaut 2,6008 USD.

## Historique
Avant 1940, la roupie indienne et le Thaler de Marie-Thérèse circulent de pair dans le sultanat, appelé alors Mascate et Oman : la première sur la côte et le second dans l'intérieur des terres. Le thaler vaut 3,5937 roupies, soit 230 paisas, et 64 paisas valent une roupie. En 1940, des nouvelles pièces sont introduites au Dhofar, suivies, en 1946 par des pièces en usage à Oman. Les deux émissions monétaires se sont faites en baisa (équivalent de la paisa) et 200 baisas valant un rial. La roupie indienne et, à partir de 1959, la roupie du Golfe circulent alors en parallèle.
En 1970, le rial Al Saïd (à ne pas confondre avec le rial saoudien) devient la monnaie officielle d'Oman. Sa valeur est fixée à parité avec la livre sterling et il remplace la roupie du Golfe avec un taux d'échange approximatif de 21 roupies pour un rial. En 1973, le rial omanais remplace le rial saidi. La conversion se fait au taux de un pour un : elle est essentiellement due au changement de régime qui a eu lieu en 1970 et au changement du nom officiel du pays qui s'est ensuivi.

## Change
En Février 2025, il s'échange sur la base de 1 OMR pour 2,464 €.
C'est l'une des sept monnaies dont le taux de change est supérieur à 1 euro pour une unité monétaire.
Les autres sont par ordre décroissant de valeur[Quand ?] : 
- le Dinar koweïtien - KWD : 2,8571 €
- le Dinar bahreïni en -             BHD : 2,2727 €
- le Dinar jordanien -             JOD : 1,2195 €
- la Livre sterling -            GBP : 1,1334 €
- le Franc suisse - CHF : 1,06562 €
- le Dollar des îles Caïmans -     KYD : 1,0526 €[2]